# Камсак
Камсак (Камсакты) — река в Оренбургской области России. Устье реки находится в 69 км по правому берегу реки Орь. Длина реки составляет 66 км. Площадь водосборного бассейна — 3170 км². Образуется слиянием рек Кугутык и Ушкота.
Топоним выводят из казахского камыс — «камыш», «тростник», -ак — аффикс.

## Притоки
Основные притоки (расстояние от устья):
- 18 км: река Тюлькубай
- 34 км: река Домбаровка
- 48 км: река Киимбай
- 59 км: река Жарбутак
- 66 км: река Кугутык
- 66 км: река Ушкота

## Данные водного реестра
По данным государственного водного реестра России относится к Уральскому бассейновому округу, водохозяйственный участок реки — Урал от Ириклинского гидроузла до города Орск. Речной бассейн реки — Урал (российская часть бассейна).
Код объекта в государственном водном реестре — 12010000412112200003789.